# Annie Proulx
Edna Annie Proulx, nascuda a Norwich (Connecticut), el 22 d'agost de 1935, és una escriptora i periodista estatunidenca, coneguda per les seves novel·les i relats curts. Acostuma a signar les seves obres com a Annie Proulx, tot i que també ho fa com a E. Annie Proulx i Edna Annie Proulx.

## Biografia
Annie Proulx es va graduar en Història per la Universitat de Vermont i va continuar la seva formació a la Universitat Sir George Williams de Mont-real. Va viure a la ciutat de Nova York. a diverses ciutats de Vermont i després es va traslladar a Wyoming. Es va casar i divorciar en tres ocasions i va tenir quatre fills. Va treballar en diversos oficis i, durant gairebé vint anys, va fer de periodista. Va començar la seva carrera literària escrivint relats curts. La seva primera novel·la, Postcards, publicada el 1992, va obtenir el reconeixement de la crítica i va ser la primera dona en rebre el premi PEN/Faulkner, l'any 1993. Amb la segona novel·la, The Shipping News (1993) va guanyar diversos premis, com el National Book Award i el Premi Pulitzer d'Obres de Ficció del 1994. The Shipping News va ser portada al cinema. El 1996 va publicar Accordion Crimes i, el 1999, Close Range, que conté diversos relats curts situats a Wyoming, entre ells Brokeback Mountain, una història d'amor entre dos cowboys. Brokeback Mountain va ser portada al cinema pel director Ang Lee amb molt d'èxit. L'any 2002 va publicar That Old Ace in the Hole i el 2004 Bad Dirt, una nova col·lecció de relats ambientats a Wyoming.
Les seves darreres publicacions han estat: Fine Just the Way It Is (2008), la tercera part d'històries de Wyoming, i Barkskins, publicada el 2016, on queda palesa la preocupació de l'autora pel medi ambient i, en concret, per la destrucció dels boscos al món.

## Obres

### Novel·les
1. Postcards (1992)
2. The Shipping News (1993)
3. Acordion Crimes (1996)
4. That Old Ace in the Hole (2002)
5. Barkskins (2016)

### Relats curts
1. Heart Songs and Other Stories (1988)
2. Close range: Wyoming Stories (1999)
3. Bad Dirt: Wyoming Stories 2 (2004)
4. Fine Just the Way It Is: Wyoming Stories 3 (2008)